# Vindicien d'Arras
Saint Vindicien, en latin : Vindicianus, (632 - 712), né à Bullecourt, fut élevé par saint Éloi dont il fut le disciple, et vécut en Artois. Il devint par la suite évêque d'Arras et de Cambrai. Il tomba malade à Brosella (Pagus de Brabant aujourd'hui région bruxelloise, ou éventuellement Broxeele), et se fit transporter à l'abbaye du Mont-Saint-Éloi, dont il serait le fondateur.  

## Biographie
Vindicien passa les premières années de sa jeunesse à l'ermitage de Saint-Aubin près d'Arras, où saint Aubert le connut. 
Le 24 juillet de la même année 675, ayant été élu évêque de Cambrai par le clergé et le peuple de la même ville, il reçut l'imposition des mains et la consécration épiscopale de saint Réole, son métropolitain.
Parvenu à l'épiscopat, il eut le courage de censurer vivement le roi Théodoric qui avait fait assassiner dans la forêt d'Artois l'évêque saint Léger en 678. En 691, il consacra l'abbaye Saint Pierre de Hasnon, créée en 670 par Jean et Eulalie, les deux enfants du comte d'Ostrevant. En 695, il est mentionné qu'au cours d'un voyage, il meurt de fièvre à Brosella.

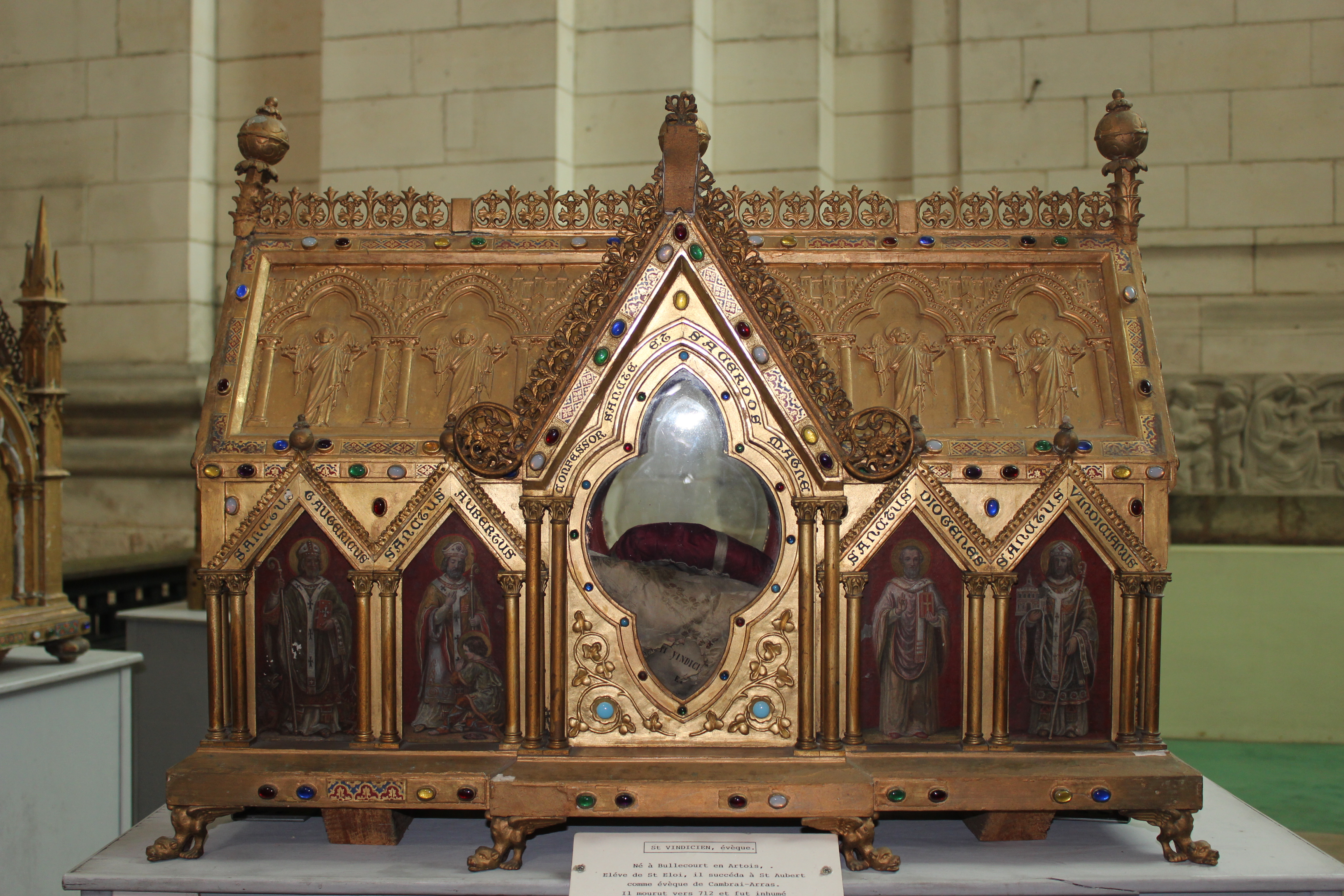
Châsse de saint Vindicien, cathédrale d'Arras.

Sa châsse est conservée dans la cathédrale Notre-Dame-et-Saint-Vaast d'Arras.